# 饒書涵
饒書涵（1996年12月23日—），出生於福建邵武，中國男子排球運動員，亦為中國國家男子排球隊成員，身高2.05米，司職副攻，現時效力於福建師範大學男排。

## 运动生涯
2009年7月1日，饶书涵正式练习排球，进入福建青年男排。当时不到14岁身高已经达到了1.84米。
2013年全运会小龄组比赛，福建青年男排勇夺季军，饶书涵是球队的主力副攻，同时入选2013国少男排，赢得世少赛亚军，在2014年又入选国青男排，随队伍再获亚青赛亚军。2013-2014赛季联赛，他又成功升入福建男排一队。
2015年，饶书涵凭借联赛的出色表现，首次入选国家队。